# Vittorio Colli di Felizzano
Vittorio Amedeo Colli Ricci di Felizzano (Alessandria, 11 agosto 1787 – Torino, 14 aprile 1856) è stato un militare e politico italiano.

## Biografia

### I primi anni e il servizio militare sotto Napoleone
Figlio del marchese Luigi Colli di Felizzano, già generale di divisione dell'esercito francese, e della nobildonna sarda Maria Cristina Canalis, egli era pronipote di Vittorio Alfieri. Nato l'11 agosto 1787 ebbe per padrino il re Vittorio Amedeo III di Savoia.
Giovanissimo intraprese la carriera militare sull'esempio del padre nelle schiere dell'esercito napoleonico francese, divenendo sottotenente nella "Legione del Mezzogiorno". Viceprefetto di Alessandria e poi di Pistoia, prese poi parte sul campo alle guerre della quarta e della quinta coalizione antinapoleonica al fianco del generale Andrea Massena che lo portò con lui a Napoli e poi all'assedio di Gaeta. Egli prese parte alla Battaglia di Eylau ed alla Battaglia di Friedland, venendo poi aggregato alle truppe del maresciallo Jean-Baptiste Jules Bernadotte e prendendo parte alla Battaglia di Essling, ove ottenne la croce della legion d'onore. Alla caduta del regime napoleonico e con la restaurazione della monarchia sabauda, la sua perizia in materia di amministrazione pubblica venne ampiamente ripagata dai Savoia con la nomina a Consigliere e poi a Sindaco di Torino, incarico già detenuto da suo suocero Giacomo Asinari di Bernezzo, di cui egli aveva sposato la figlia Felicita.

### La carriera sabauda
Nominato Tenente Generale, divenne Intendente generale dell'Azienda generale economica dell'estero (12 aprile 1848), Regio Commissario sardo per Venezia (1848), Membro del Consiglio generale dell'Amministrazione del debito pubblico negli Stati di Terraferma, Membro del Consiglio ordinario dell'Amministrazione del debito pubblico
Membro della Camera di commercio di Torino, Commissario del Ricovero di mendicità. Nel frattempo ricoprì anche l'incarico di Ispettore generale delle Poste (12 aprile 1848), venendo nominato anche Senatore. Nel 1849, durante l'occupazione della Lombardia da parte delle truppe di Carlo Alberto di Savoia, divenne Governatore di Milano per poi fare ritorno in patria col titolo di Vicepresidente del Consiglio divisionale di Alessandria e poi di Presidente del Consiglio provinciale di Asti. Dal 23 febbraio all'8 marzo 1849 fu Ministro degli Esteri del Regno di Sardegna (Governo Chiodo).
Morì a Torino il 14 aprile 1856.

## Incarichi di governo
Regno di Sardegna post 4 marzo 1848 - Regno d'Italia:
- Ministro degli affari esteri (23 febbraio-8 marzo 1849)